# 伏爾加格勒競技場
伏爾加格勒競技場（羅馬化：Volgograd Arena）是一座位於俄羅斯伏爾加格勒的足球場，2018年國際足總世界盃期间承办四场小组赛，可容纳45,568人；世界杯后，它成為伏爾加格勒轉子足球俱樂部的主場，容納观众人数减少至35,000人。伏爾加格勒競技場是拆除伏尔加格勒中央体育场之后原址兴建的新体育场，2014年10月开始施工，2018年4月3日正式投入使用，工程耗资171亿卢布。体育场位于伏尔加河岸边，邻近马马耶夫岗祖国母亲在召唤雕像。体育场为倒置的截顶圆锥形，高49.5米，直径303米，外立面形如多层的编织网，顶棚使用牵索结构。

## 历史

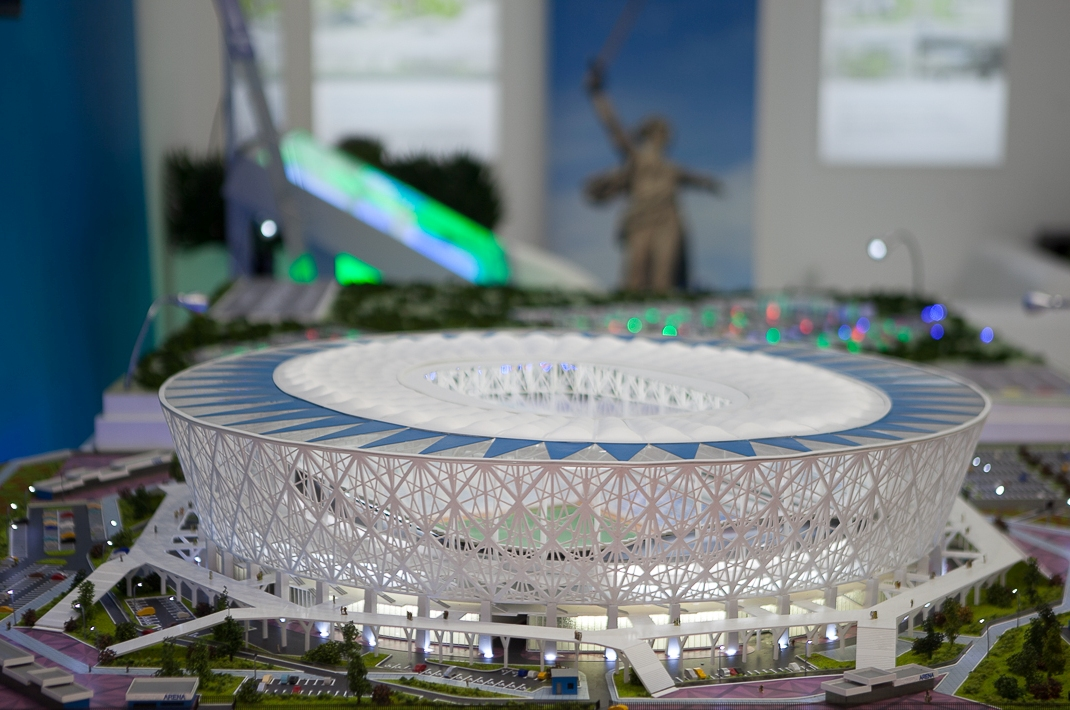
伏爾加格勒競技場模型

伏爾加格勒競技場是在伏尔加格勒中央体育场原址上兴建的。伏尔加格勒中央体育场竣工于1962年。古巴领导人菲德尔·卡斯特罗曾于1963年在中央体育场向六万名观众发表演讲。对于伏尔加格勒转子足球俱乐部的球迷而言，中央体育场如同圣地：1995–96年歐洲足協盃上，伏尔加格勒转子队在此逼平曼联队，凭借客场进球多淘汰曼联而晋级；20世纪90年代的俄超联赛中，伏尔加格勒转子与争冠对手莫斯科斯巴达克在这里多次较量。2014年，为兴建新体育场，旧的中央体育场被拆除。
2014年10月，总承包商俄罗斯天然气建筑与输送公司进场施工，拆除了中央体育场。随后进行了场地清理、建造地基等工作。体育场的位置是第二次世界大战斯大林格勒战役的战场。建设中，施工者挖出了三百余枚未爆的炸弹与两具苏联士兵的遗骨。根据合同，工程造价为162亿卢布，体育场需在2017年11月20日完工。建设所用资金全部来自联邦预算。体育场建设工程比较顺利，虽未如期完工，但延期并不严重。整个工程最终花掉了171亿卢布，并未大幅超出预算。

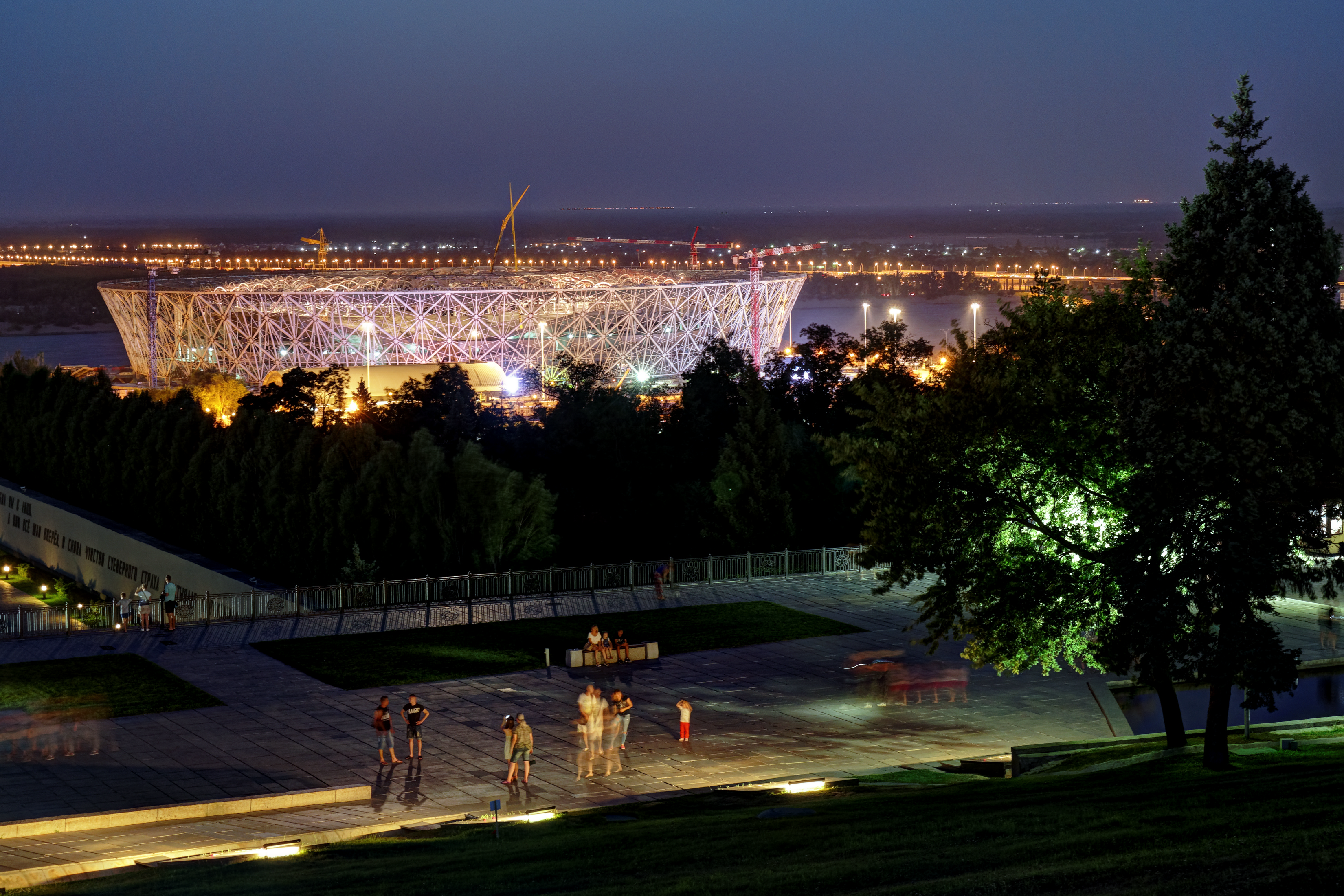
伏尔加格勒竞技场夜景

2018年4月3日，体育场正式投入使用。伏尔加格勒竞技场建成后的首场比赛于2018年4月21日举行，这是俄羅斯全國足球聯賽第34轮伏尔加格勒转子与海参崴光能的比赛。5月2日的第二场测试赛是联赛第36轮伏尔加格勒转子与萨马拉苏维埃之翼的比赛。最后一场测试赛在5月9日举行，这是2017至2018赛季俄罗斯杯的决赛，杜斯奴2比1击败了艾雲加特庫斯克夺得冠军，看台几乎坐满。2018年世界杯期间，伏爾加格勒競技場承办了四场小组赛。世界杯后，伏爾加格勒競技場的容量将缩减至35,000人，作为伏尔加格勒转子的主场，并承办文化、娱乐活动，体育场建筑内还计划开设一家保健中心。

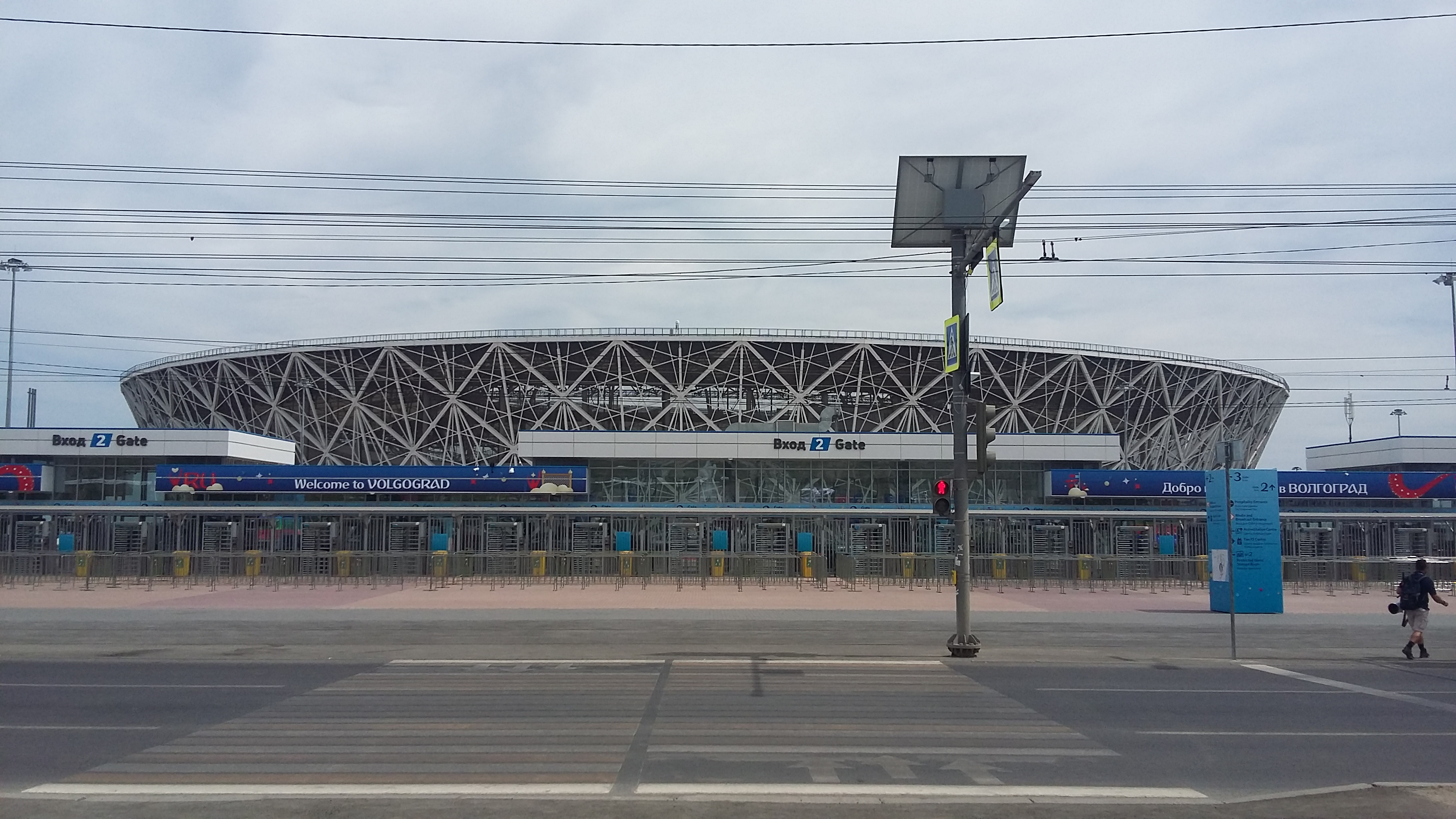
2018年6月24日的伏爾加格勒競技場

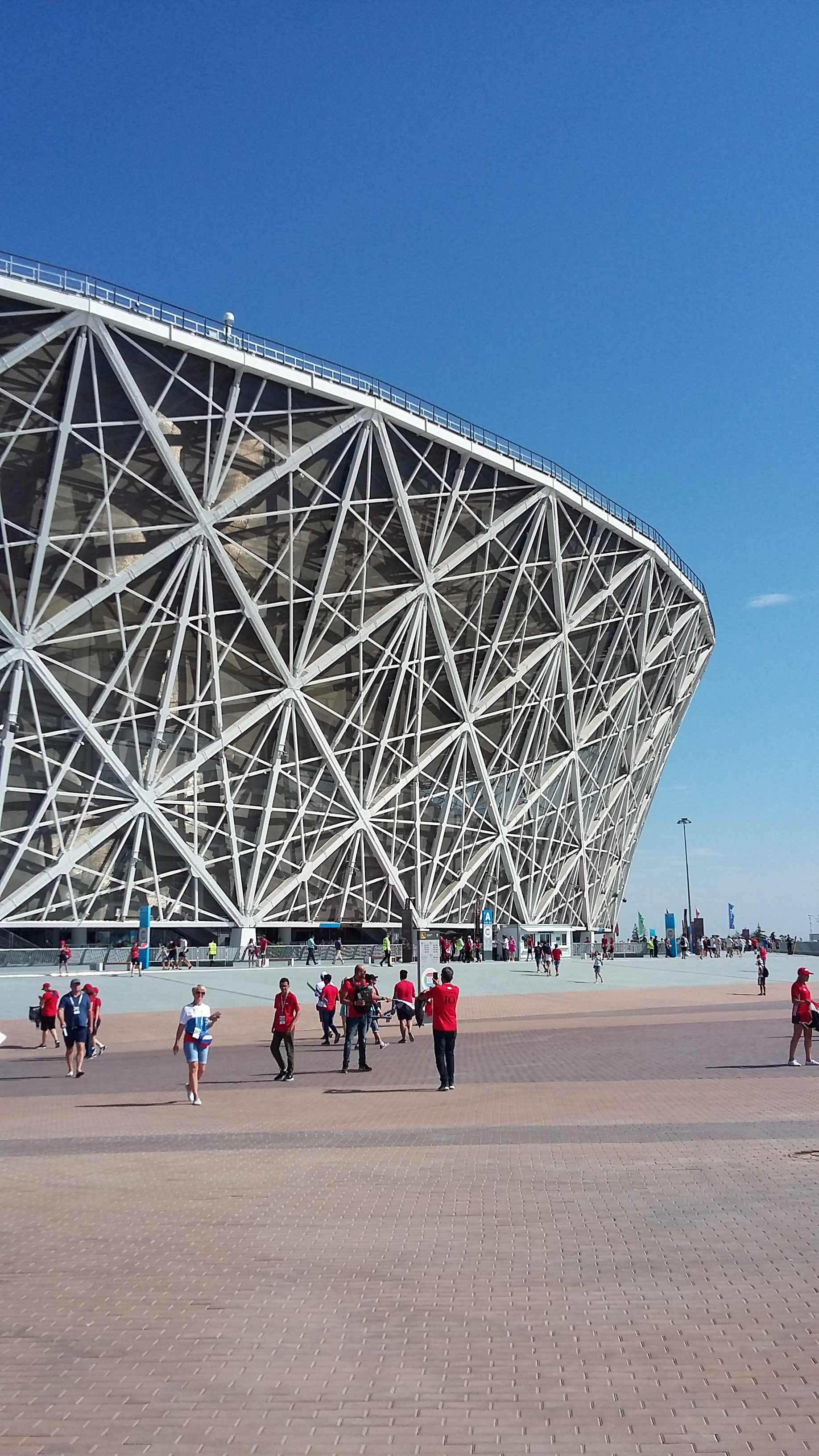
2018年6月25日世界杯沙特阿拉伯与埃及比赛之前

## 建筑
伏爾加格勒競技場位于伏尔加河河岸，列宁大街与62军堤街之间，紧邻马马耶夫山岗和伏尔加格勒中央文化休闲公园。体育场的设计由冯·格康，玛格及合伙人建筑师事务所（gmp）和俄罗斯的竞技场工程研究所（ПИ АРЕНА）联合完成，结构设计由施莱希-贝格曼合伙完成，建设工程的总承包商是俄罗斯天然气建筑与输送公司。
伏爾加格勒競技場外形为一倒置的截顶圆锥，高49.5米，直径303米。体育场的外立面如同几层叠加的多边形编织网，德国设计商gmp称这象征着俄罗斯编织工艺，另一种解释则是外立面宛如胜利日时满天的烟花。体育场顶棚使用牵索结构，外形像自行车轮的辐条，给人轻盈的感觉。伏爾加格勒競技場是俄罗斯首座使用牵索结构的体育场。体育场有两层看台。

## 足球比賽

### 2018年國際足總世界盃
| 日期          | 当地時間（莫斯科时间） | 第一隊伍     | 比數 | 第二隊伍 | 回合 | 觀眾數目 |
| ------------- | ---------------------- | ------------ | ---- | -------- | ---- | -------- |
| 2018年6月18日 | 21:00                  | 突尼西亞     | 1–2  | 英格兰   | G組  | 41,064   |
| 2018年6月22日 | 18:00                  | 奈及利亞     | 2–0  | 冰島     | D組  | 40,904   |
| 2018年6月25日 | 17:00                  | 沙烏地阿拉伯 | 2–1  | 埃及     | A組  | 36,823   |
| 2018年6月28日 | 17:00                  | 日本         | 0–1  | 波蘭     | H組  | 42,189   |

## 外部連結
- 伏爾加格勒競技場 - gmp （页面存档备份，存于）（英文）
- 伏爾加格勒競技場 - PIARENA（俄文）